# Atollo di Ant
Ant (noto anche come Ahnd) è un piccolo atollo situato al largo della costa occidentale di Pohnpei, negli Stati Federati di Micronesia. Insieme al vicino atollo di Pakin, queste isole costituiscono il gruppo delle isole Senyavin.
Sull'isola sono state trovate tracce di un'antica civiltà, che potrebbe essere stata edificata dallo stesso popolo che costruì la vicina Nan Madol. Secondo la tradizione, il re-eroe semileggendario Isokelekel approdò e visse inizialmente ad Ant, apprendendo le usanze del suo popolo, prima di conquistare Pohnpei sottraendola al dominio di Nan Madol.
Il primo europeo a visitare Ant fu Álvaro de Saavedra, il 14 settembre 1529, poco prima della sua morte, durante il suo secondo tentativo di ritorno da Tidore alla Nuova Spagna. In seguito fu visitata da Pedro Fernandes de Queirós, comandante della nave spagnola San Jeronimo, il 23 dicembre 1595. Fernandes de Queirós aveva assunto il comando della spedizione spagnola di Álvaro de Mendaña dopo la morte di quest'ultimo.
Ant è una meta popolare tra i turisti per immersioni e snorkeling, ed è sede di diverse colonie di uccelli marini, in particolare la sterna stolida nera.
Sull'atollo si trova un piccolo insediamento abitato saltuariamente dal Rohsa (capo tradizionale) di Kitti, William Hawley, che ne è il proprietario privato e collabora con l'ONG OneReef per prevenire il bracconaggio e mantenere la conservazione dell'atollo.